# Leh
Leh (tibetisch གླེ་ Wylie Gle) ist eine Stadt (Municipal Committee) im gleichnamigen Distrikt und Verwaltungssitz des indischen Unionsterritoriums Ladakh. Leh gehört zu den höchstgelegenen ständig bewohnten Städten der Erde. Die Einwohnerzahl betrug 30.870 im Jahr 2011. Bei der Flutkatastrophe im Sommer 2010 wurden weite Teile der Stadt verwüstet.

## Geografie
Leh liegt auf der nördlichen Seite des Indus an einem Berghang. Der Ort selbst wurde auf dem unfruchtbaren Hang abseits der fruchtbaren Hochebene angelegt, um nicht wertvolle Ackerfläche zu verbauen.

## Klima
Es herrscht arides Klima, ein raues Wüstenklima. Die Klassifikation des Klimas nach Köppen und Geiger ist BWk (kaltes Wüstenklima). Die jährliche Niederschlagsmenge beträgt nur etwa 103 mm. Eine Jahresdurchschnittstemperatur von 5,3 °C wird in Leh erreicht und liegt zwischen −20 °C im Winter und +25 °C im Sommer. Die Sommer sind kurz und mäßig warm und die Winter lang und kalt.
|                        | Jan   | Feb   | Mär  | Apr  | Mai  | Jun  | Jul  | Aug  | Sep  | Okt  | Nov  | Dez   |   |      |
| Mittl. Temperatur (°C) | −8,6  | −5,8  | −0,3 | 5,3  | 9,8  | 13,7 | 17,4 | 16,8 | 12,9 | 6,4  | 0,3  | −5,1  | ⌀ | 5,3  |
| Mittl. Tagesmax. (°C)  | −3,0  | 0,4   | 6,0  | 11,9 | 16,8 | 20,9 | 24,5 | 24,0 | 20,5 | 13,8 | 7,4  | 1,2   | ⌀ | 12,1 |
| Mittl. Tagesmin. (°C)  | −14,2 | −12,0 | −6,5 | −1,3 | 2,8  | 6,6  | 10,3 | 9,6  | 5,4  | −0,9 | −6,7 | −11,4 | ⌀ | −1,5 |
|                        |       |       |      |      |      |      |      |      |      |      |      |       |   |      |
| Niederschlag (mm)      | 12    | 10    | 10   | 7    | 7    | 4    | 14   | 16   | 11   | 3    | 3    | 6     | Σ | 103  |

| −14,2 |

| −12,0 |

| −6,5 |

| −1,3 |

| 2,8 |

| 6,6 |

| 10,3 |

| 9,6 |

| 5,4 |

| −0,9 |

| −6,7 |

| −11,4 |

| −14,2 |

| −12,0 |

| −6,5 |

| −1,3 |

| 2,8 |

| 6,6 |

| 10,3 |

| 9,6 |

| 5,4 |

| −0,9 |

| −6,7 |

| −11,4 |

## Wasserversorgung
Die Wasserversorgung für die Landwirtschaft von Leh basiert überwiegend auf Schmelzwasser der Gletscher aus dem östlich gelegenen Gebiet des Khardung-La und der westlichen, höhergelegenen Schneefelder. Für Trinkwasser werden ausschließlich Quell- und Grundwasser genutzt. Dieses wird aus privaten Brunnen, durch Wassertankfahrzeuge und etwa 390 öffentlichen Wasserstellen bezogen, von denen 150 auch im Winter nutzbar sind.

## Geschichte

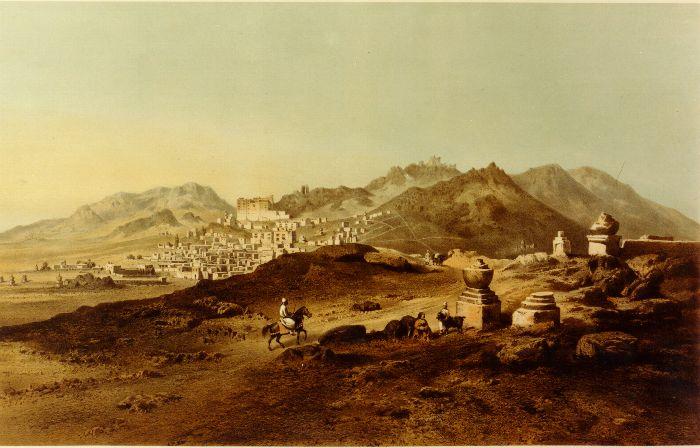
Leh um 1856

Leh war in vergangenen Zeiten Teil von Groß-Ladakh, das sich vom Kailash und dem Manasarovar bis Swaat (Dardistan) erstreckte. Ladakh war jedoch nicht unter Herrschaft Tibets oder unter dessen Einfluss. Die Geschichtsschreibung der Perser und Chinesen zeigt, dass im 7. Jahrhundert ein erbitterter Krieg um diese Bergregion geführt wurde. Die Gegend wurde ein Schlachtfeld für die Armeen.
Im 8. Jahrhundert begann sich Persien an den Kriegen zu beteiligen und wechselte mehrmals die Seiten zwischen China und Tibet. Bekannt ist, dass der Herrscher Kaschmirs, Laltadita, Ladakh eroberte. Die ursprünglichen Bewohner waren Darden und andere Indo-Arier, die vom Unterlauf des Indus kamen, aber die Einwanderung aus Tibet über mehr als tausend Jahre hat diese Kulturen verschwinden lassen. Der Buddhismus erreichte Tibet über Ladakh. Ab dem 10. Jahrhundert, bis zur Gründung Indiens und Pakistans, war Ladakh ein unabhängiges Königreich an der Seidenstraße und eine Bastion des Buddhismus.
Im frühen 15. Jahrhundert bestand in Leh eine königliche Residenz mit Verteidigungsanlagen. Zu Beginn des 17. Jahrhunderts erlebte Ladakh eine Zeit des Aufschwungs, und der amtierende König Sengge Namgyal errichtete den Palast von Leh, in dem seine Dynastie bis zu Beginn des 19. Jahrhunderts residierte. Danach wurde die Familie von neuen Machthabern in den Stok-Palast vertrieben; dieser ist Teil eines Klosters im südlich benachbarten Dorf Stok.
Der Status des Gebietes und somit der Region ist immer noch nicht ganz zwischen Indien, China und Pakistan geklärt.
Siehe auch: Geschichte Ladakhs

## Religionen

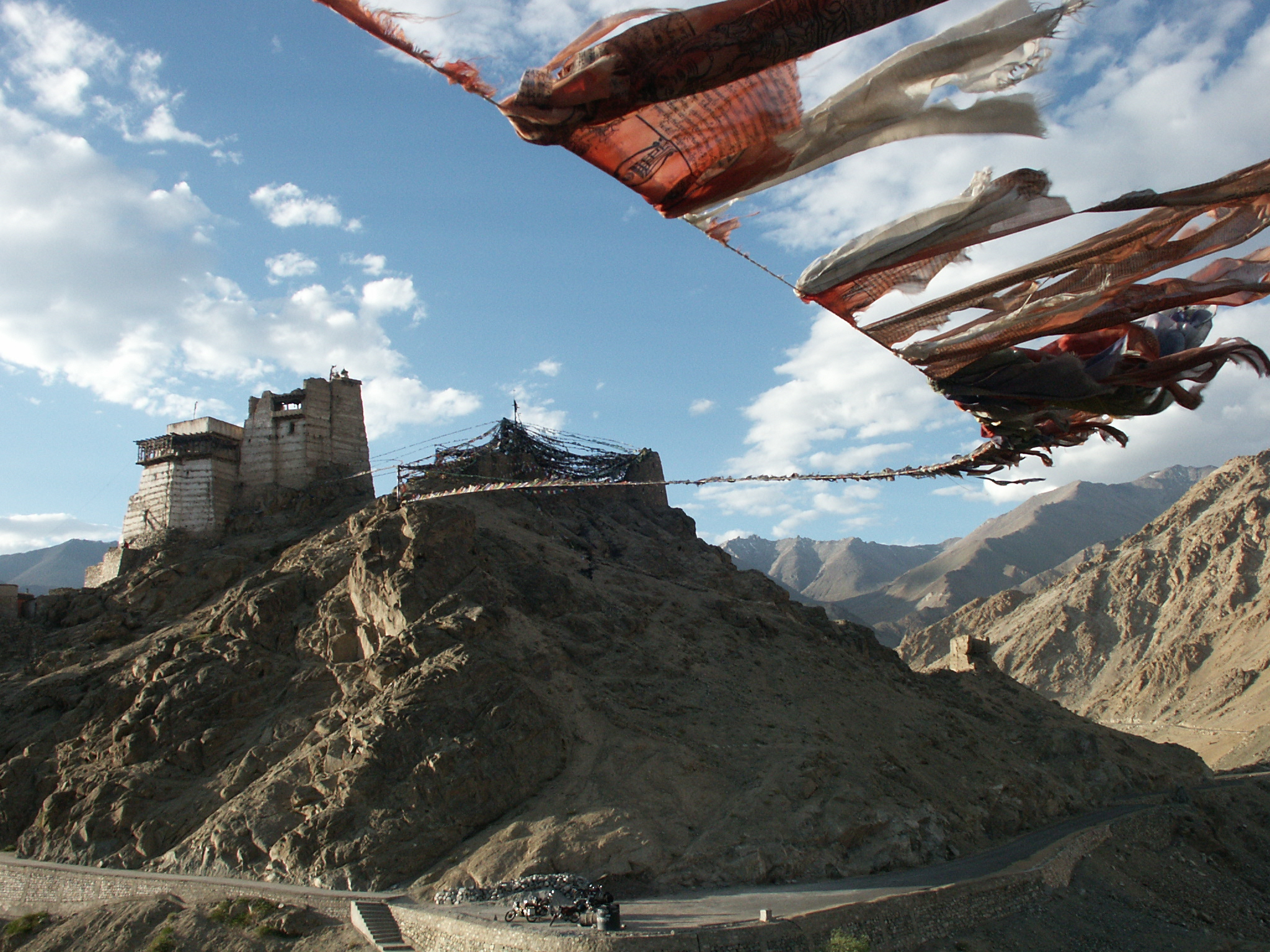
Gebetsflaggen verbinden die beiden Gipfel des „Peak of Victory“ über Leh

Nach dem Zensus von 2011 sind die Religionszugehörigkeiten in Leh folgendermaßen verteilt:
- Buddhismus: 44 %
- Hinduismus: 35 %
- Islam: 15 %
- Sikh: 2,7 %

Missionare der Herrnhuter Brüdergemeine versuchten im neunzehnten Jahrhundert den christlichen Glauben in Leh zu verbreiten.

## Verkehr
Straßenanbindungen bestehen über den Manali-Leh-Highway, der über den Taglang La Pass führt, dem Srinagar-Leh-Highway und der Straße über den Kardung La in das Nubra-Tal. Im Winter sind die meisten Passstraßen nicht befahrbar, der Kardung La, der als eine der höchsten, befahrbaren Straßen der Welt gilt, wird jedoch vom indischen Militär (den Road Construction Companies) ganzjährig befahrbar gehalten. Diese Militäreinheit ist für den Bau und die Pflege aller wichtigen Straßen im Grenzgebiet verantwortlich.
Der gemischt, militärisch und zivil, genutzte Flughafen Leh (IATA-Code: IXL) befindet sich ca. 3 Kilometer südwestlich von Leh entfernt und trägt den Namen des verstorbenen religiösen Anführers Kushok Bakula.
Es existieren tägliche Flugverbindungen nach Delhi sowie mehrmals wöchentlich nach Srinagar und Jammu. Die Flüge können jedoch aufgrund der geringen atmosphärischen Dichte auf 3500 Metern über dem Meeresspiegel nur mit reduziertem Gewicht starten, so dass nur etwa halb so viele Passagiere pro Maschine transportiert werden können wie bei einem Start auf einem regulären Flughafen unter 1000 Metern. Besonders im Winter können Flüge witterungsbedingt ausfallen.

## Wirtschaft

Teile Old Lehs mit dem Industal im Hintergrund

In vergangenen Zeiten brachte die Seidenstraße Wohlstand nach Leh. Heute sind die beiden Haupterwerbszweige die Herstellung von Schmuck, vornehmlich aus Silber, sowie der Tourismus.
Die Region Ladakh ist nicht in der Lage, alle benötigten Güter und landwirtschaftlichen Produkte selbst zu produzieren. Daher müssen viele Lebensmittel und Güter, zumeist aus der Region Kashmir, bezogen werden. Aufgrund der Transportwege über hochgelegene Passstraßen und deren zeitweiliger Sperrung im Winter kann es in dieser Zeit zu Lieferengpässen und Versorgungsschwierigkeiten kommen.
Mitursächlich aufgrund der starken Militärpräsenz ist besonders die Stromversorgung zeitweilig überfordert. Während in Leh die Stromversorgung überwiegend gesichert ist, kann es in der Region zu zeitweiligen Stromausfällen bzw. -unterbrechungen kommen.

## Sonstiges

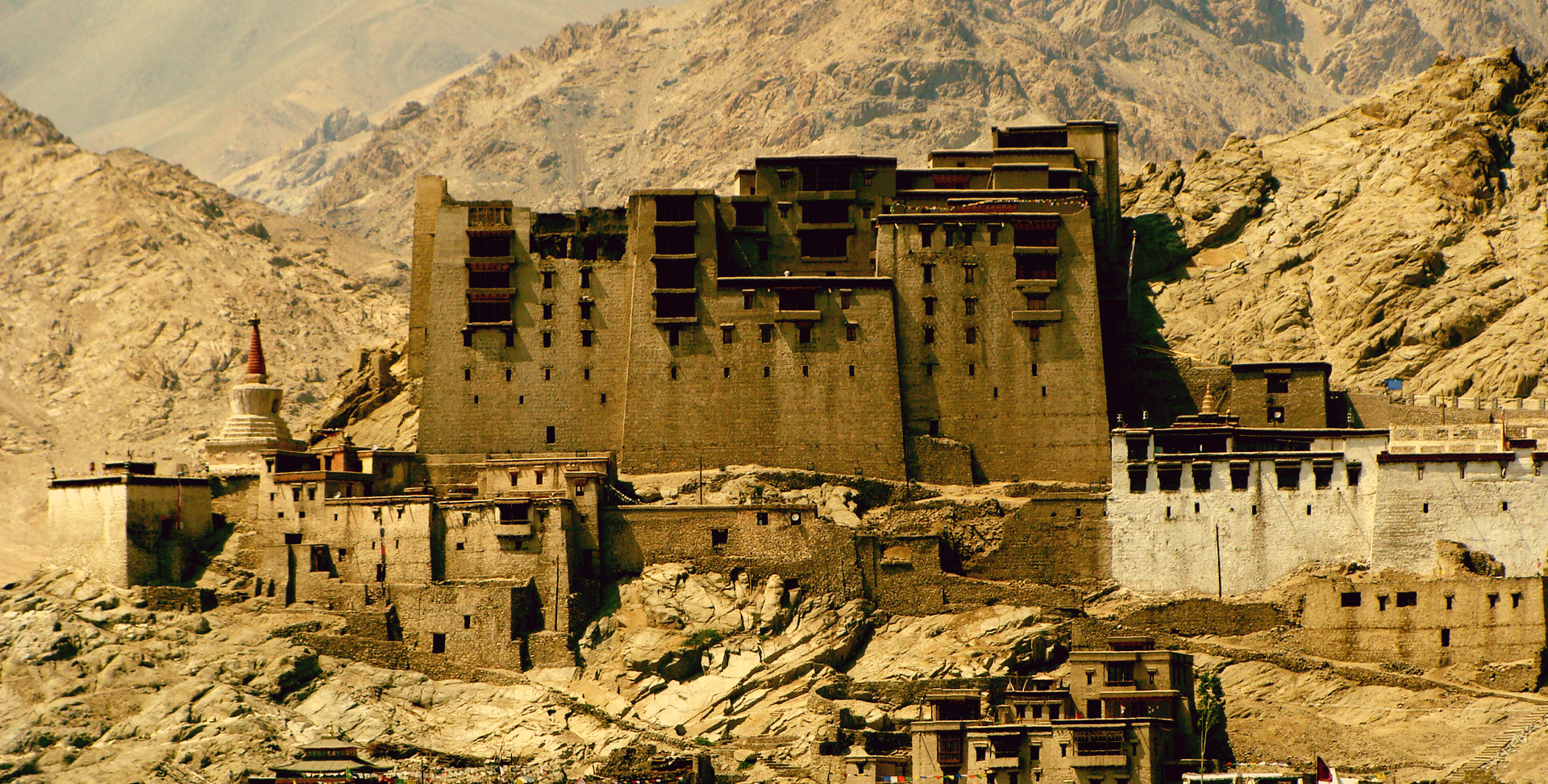
Alter Königspalast von Leh

Wie man aus der Geschichte ersehen kann, war die Gegend über Jahrhunderte umkämpft. Auch heute noch herrscht kein Friede zwischen Indien, Pakistan und China. Alle drei Staaten haben Truppen auf dem Gebiet des Distrikts.
Eine Reihe von Reiseführern warnt vor Reisen nach Jammu und Kashmir. Ladakh, und damit Leh, ist jedoch als friedlicher einzuschätzen, sodass Ladakh insgesamt sicherer zu bereisen ist als die nun benachbarten Jammu und Kashmir.
In Leh gibt es den höchstgelegenen Golfplatz der Welt, eine 9-Loch Anlage, die von der indischen Armee betreut wird.
Ab dem 15. Juli 2022 war der Dalai Lama in Leh zu einem mehrtägigen Besuch.